# Grimbergen

Пиво Гримберген

«Гримберген» (Grimbergen) — марка бельгийского пива компании Alken-Maes, принадлежащей с 2007 года концерну Carlsberg-Heineken. Название отсылает к традиционному аббатскому пиву Бельгии, которое изготавливалось до конца XVIII века монахами Гримбергенского аббатства.

## История
Бренд Grimbergen появился на рынке в 1958 году благодаря усилиям пивоварни «Maes», заручившейся поддержкой монахов Гримбергена и получившей право на использование их атрибутики.
Герб и девиз пива повторяют символику аббатства. На гербе изображена восстающая из пламени птица феникс, а девиз гласит «Ardet nec consumitur» («Горя, но не сгорая»); изображение феникса на гербе аббатства возводят к XVI веку.
Позднее был разработан и ритуал подачи пива Grimbergen на горящем подносе. Производитель рекомендует поджечь поднос, поставить на него фирменный бокал с их пивом и подать его в таком виде. 
На образе Феникса строится и манифест пива Grimbergen, начинающийся словами: «Птица Феникс служила символом цивилизаций на протяжении столетий. Персы, греки и римляне считали её символом возрождения и спокойствия. На протяжении веков её мистические силы вдохновляли людей, жаждущих свободы и желавших измениться».
До 1978 года пиво производилось на заводе «Waarloos», до 2007 года — на заводе «Brasserie Union». В 2008 году права на бренд «Grimbergen» перешли пивоваренной компании «Carlsberg», которая стала его варить также во Франции, Польше и иных странах. Официальным эксклюзивным импортером пива Grimbergen в Россию с 2013 года является пивоваренная компания «Балтика». 
Всего же оно поставляется более чем в 30 стран мира.

## Сорта

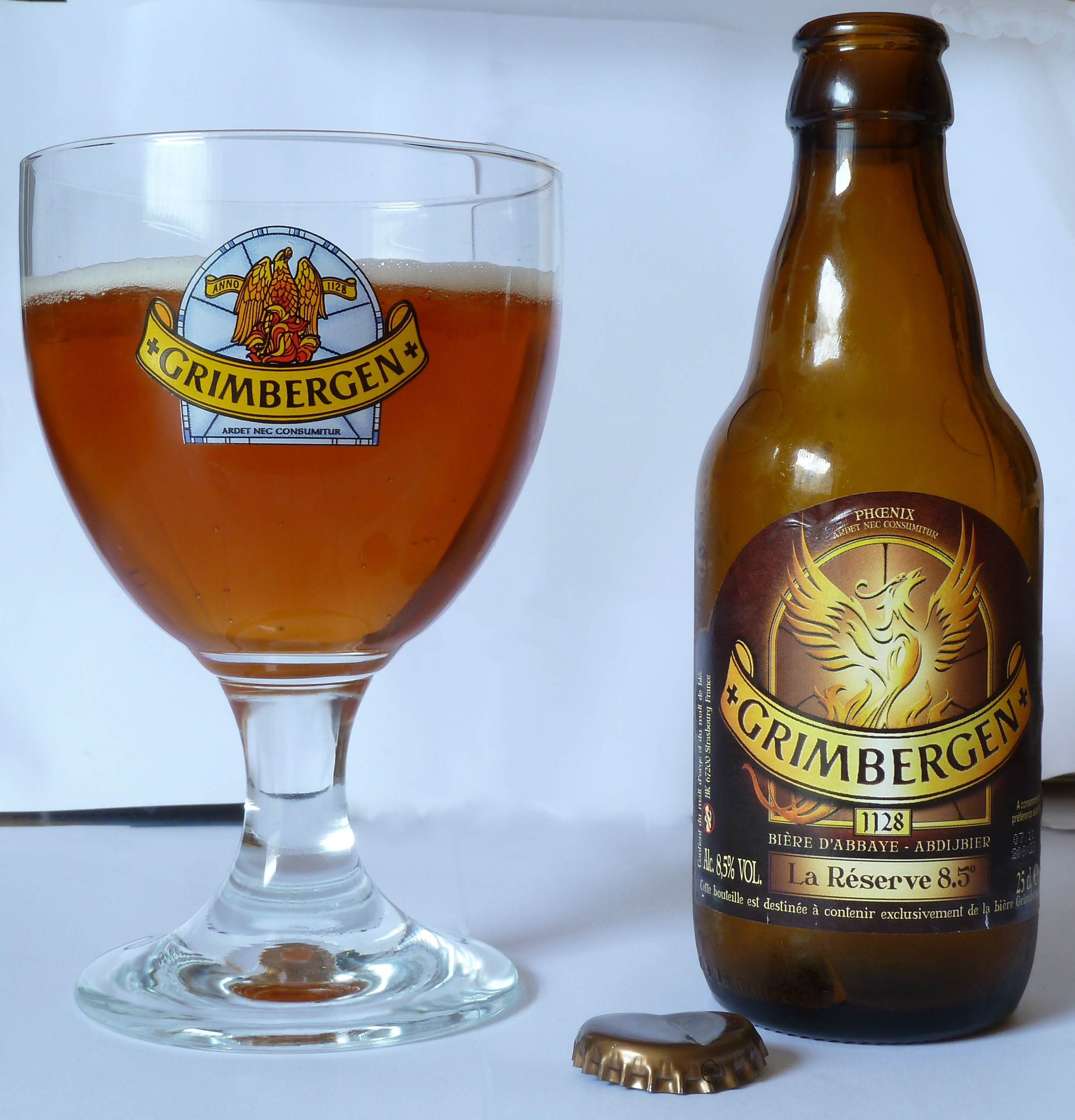
Бокал традиционной формы

По состоянию на 2014 год под маркой Grimbergen выпускается пять сортов пива, представляющих классический набор бельгийских аббатских сортов:
- Blond (светлое);
- Double-Ambrée (двойное янтарное);
- Blanche (пшеничное);
- Rouge (фруктовое);
- Noël (зимнее).

Все сорта пивоварни – эли, сброженные при температурах 28—30 градусов Цельсия, что придает пиву пряно-фенольные и фруктовые тона.
В России представлены четыре сорта пивоварни — Grimbergen Blonde, Grimbergen Double-Ambrée, Grimbergen Rouge и Grimbergen Blanche. Наиболее часто можно встретить два сорта:
- Grimbergen Blonde — 6,7 % алкоголя, горечь 22 IBU (международных единиц горечи).
- Grimbergen Double-Ambrée — 6,5 % алкоголя, горечь 22 IBU (по словам эксперта Майкла Джексона, обладает бордовым цветом, ароматом изюма, вкусами апельсина и ириски и пряным, похожим на корицу, послевкусием[5]. Рейтинг пива Grimbergen Double-Ambree на сайте ratebeer.com – 84 балла из 100 возможных[6]).

В России Grimbergen маркируется не как пиво, а как пивной напиток, потому что (помимо традиционных пивных ингредиентов) содержит карамелизированный сахар и глюкозный сироп.